# Puente General W.K. Wilson Jr.
El Puente General W.K. Wilson Jr. (en inglés: General W.K. Wilson Jr. Bridge) consta de dos estructuras paralelas vinculados a través de arcos de acero y viaductos de hormigón que forman un tramo continuo con cuatro carriles de la carretera interestatal 65 a través de los ríos Mobile y el Delta del río Tensaw al noreste de la ciudad de Mobile, Alabama, en los Estados Unidos. Construido desde 1978 hasta 1980, se extiende por una distancia de 6,08 millas (10 km) a lo largo del delta.